# Ріпецький Всеволод Теодорович
Ріпецький Всеволод (13 березня 1885, Самбір — 8 червня 1919, біля с. Погар) — український галицький громадсько-політичний діяч, адвокатський кандидат, активний член УСДП Самбірщини і Дрогобиччини. Повітовий комісар Турківщини 1918 — 1919 років.

## Життєпис
Народився 13 березня 1885 в місті Самбір. Батько — отець Ріпецький Теодор, брати: Мирослав, Олександр та Степан Ріпецькі.
Навчвся в народній школі та гімназії Самбора. Закінчиа юридичний факультет Львівського університету. Працював адвокатом у Жидачеві. Належав до Української Соціал-Демократичної партії.
В часі ЗУНР комісар Турківського повіту, голова повітової Національної ради. 
Розстріляний поляками 8 червня 1919 р. без суду біля Солотвини, разом з державним секретарем земельних справ ЗУНР Михайлом Мартинцем, І. Сілецьким і його сином Степаном та зятем — адвокатським кандидатом В. Падохом. Похований 12 червня 1919 року в с. Луквиця.